# Kendirli, Rize
Kendirli là một thị trấn thuộc thành phố Rize, tỉnh Rize, Thổ Nhĩ Kỳ. Dân số thời điểm năm 2010 là 2.89 người.